# Iglesia del Santo Niño (Tondo)
La Iglesia del Santo Niño de Tondo es una de las iglesias más visitadas en las Filipinas. Se encuentra en Tondo, Manila, Filipinas. La fiesta del Santo Niño de Tondo se celebra cada tercera semana de enero. Muchas personas vienen a participar en la procesión fluvial, ya que en aquel entonces el terreno de Tondo consistía en cursos de agua y sus afluentes que estaban conectados a la bahía de Manila, una posible razón por la que se hizo la actual iglesia con piedra. Fue construida en un terreno elevado para evitar que las aguas del mar inundaran la iglesia.